# Juan Muñoz Peralta
Juan Muñoz y Peralta (Arahal, provincia de Sevilla, c. 1655 - Madrid, c. 1746) fue un médico español durante la primera mitad del siglo XVIII. Fue director de la tertulia titulada "Venerada Tertulia Médica Hispalense" que trataba temas científicos de la época en su propia casa de Sevilla.

## Biografía
Cursó estudios de Medicina en la Universidad de Sevilla. Tras muchos ruegos logró ante Carlos II la aprobación de la constitución de la Regia Sociedad de Medicina de Sevilla. Bajo el reinado de Felipe V, de la mano de su amigo Diego Mateo Zapata, impulsa la renovación de la carrera de medicina en España. La renovación va en contra del galenismo imperante en el siglo XVIII. Esta defensa le costó finalmente un proceso en 1721 ante la Santa Inquisición bajo la acusación de ser judaizante. En la casa nº 19 de la Calle san Isidoro, de Sevilla, hay una lápida que recuerda que allí se fundó en el año de 1700 la hoy más antigua academia de medicina del mundo.